# Савельев, Вячеслав Александрович
Вячесла́в Алекса́ндрович Саве́льев (род. 27 сентября 1948) — российский правовед и государственный служащий, специалист в области римского права, истории права и гражданского права, доктор юридических наук. Главный научный сотрудник Института законодательства и сравнительного правоведения.

## Биография
Окончил Всесоюзный юридический заочный институт, преподавал в ВЮЗИ (позже — Московской государственной юридической академии).
В 1974 году под руководством З. М. Черниловского защитил кандидатскую диссертацию на тему «Возникновение и формирование кабинета министров в Англии». В 1997 году защитил докторскую диссертацию на тему «Юридическая конструкция собственности в римском праве классического периода».
В разное время занимал должности руководителя Секретариата Председателя Конституционного Суда Российской Федерации, руководителя аппарата комитета Государственной думы по законодательству и судебно-правовой реформе, помощника Председателя Государственной Думы, советника Председателя Государственной Думы. Был представителем Государственной думы при рассмотрении ряда дел в Конституционном Суде. Действительный государственный советник Российской Федерации 2 класса (1999).
В 2005 году получил звание «Заслуженный юрист Российской Федерации».

## Научная и преподавательская деятельность
Главный научный сотрудник Института законодательства и сравнительного правоведения, профессор Финансового университета, заместитель главного редактора журнала «Древнее право. IVS ANTIQVVM», член диссертационных советов при МГУ и Институте государства и права РАН. Один из учредителей Центра изучения римского права.
Принимал участие в научном редактировании переводов ряда памятников римского права: Институций Гая, фундаментального восьмитомного издания Дигест Юстиниана.
Соавтор двухтомного учебника по истории государства и права зарубежных стран, изданного под редакцией О. А. Жидкова и Н. А. Крашенинниковой в серии «Классический университетский учебник».

## Основные труды

### Монографии
- Германское гражданское уложение. — М., 1983.
- Гражданский кодекс Германии (история, система, институты). — М., 1994.
- История римского частного права (древнейший и предклассический периоды). — М., 1986.
- Римское частное право (проблемы истории и теории). — М., 1995.

### Статьи
- Английский кабинет министров в XVIII — начале XIX в. // Труды BЮЗИ. — М., 1977. — Т. 43.
- Владение в римском классическом праве и современное законодательство // Журнал российского права. — 2013. — № 1.
- Владение solo animo в римском классическом праве // Древнее право. IVS ANTIQVVM. — 1999. — № 2 (5).
- Власть и собственность: юридические аспекты собственности в праве классического периода // Древнее право. IVS ANTIQVVM. — 1996. — № 1.
- Дарение в римском праве и в современном законодательстве // Древнее право. IVS ANTIQVVM. — 2008. — № 2(22).
- Действующее право собственности и некоторые сложноструктурируемые модели собственности // Государство и право. — 2001. — № 9.
- Имущественные привилегии немецкого юнкерства по Всегерманскому гражданскому уложению 1896 года // Вопросы истории государства и права Германии и Швейцарии. — М., 1985.
- Некоторые аспекты соотношения права и нравственности (исторический аспект) // Советское государство и право. — 1984. — № 12.
- Образование кабинета министров в Англии // Труды ВЮЗИ. — М., 1973. — Т. 34, ч. 1.
- Право собственности в римской классической юриспруденции // Советское государство и право. — 1987. — № 12.
- Право собственности и владение в Древнем Риме (теоретические аспекты) // Вопросы истории права и правовой политики в эксплуататорском обществе. — М., 1989.
- Проблема разделенной собственности и современная теория российского гражданского права // Журнал российского права. — 2008. — № 4.
- Сервитуты и узуфрукт в римском классическом праве // Журнал российского права. — 2011. — № 11.
- Становление так называемого «ответственного правительства» в Англии // Проблемы возникновения и развития буржуазной государственности. — М., 1981.
- Юридическая конструкция германского права собственности в начальный период империализма // Очерки кодификации и новеллизации буржуазного гражданского права. — М., 1983.
- Юридическая концепция собственности в Древнем Риме и современность // Советское государство и право. — 1990. — № 8.
- Юридическая техника римской юриспруденции классического периода // Журнал российского права. — 2008. — № 12.
- Dominium и proprietas в Дигестах Юстиниана и Институциях Гая // Дигесты Юстиниана. — М., 2002. — Т. VIII.
- Dominium и proprietas в римских юридических источниках классического периода // Древнее право. IVS ANTIQVVM. — 1996. — № 1.